# Distretto di Niikappu
Il distretto di Niikappu (新冠郡?) è uno dei distretti della Sottoprefettura di Hidaka, Hokkaidō, in Giappone.
Attualmente comprende il solo comune di Niikappu. Al 31 agosto 2024, ha una popolazione di 5.065 abitanti, un'area di 585,71 km² e una densità di popolazione di 8,65 persone per km².